# Stade Olindo-Galli
 (mars 2025).
Le stade Olindo-Galli (en italien : stadio Olindo Galli), est un stade multisports italien (principalement utilisé pour le football et l'athlétisme) situé dans la ville de Tivoli, dans le Latium.
Le stade porte le nom d'Olindo Galli, originaire de la ville et qui évolua dans le club du Tivoli Calcio en tant que joueur puis en tant qu'entraîneur. Il sert de terrain à domicile pour les équipes de football du Tivoli Calcio et de l'Estense Tivoli.

## Histoire
La construction du stade débute en 1989 et est achevée en 1991, incluant un terrain de football ainsi qu'une piste d'athlétisme (avec une capacité de 3500 spectateurs).
En 2016, Alberto Cerrai, le président du Lupa Rome, entreprend de rénover complètement les tribunes ainsi que le terrain.